# Livistona australis
Livistona australis är en enhjärtbladig växtart som först beskrevs av Robert Brown, och fick sitt nu gällande namn av Carl Friedrich Philipp von Martius. Livistona australis ingår i släktet Livistona och familjen Arecaceae. Inga underarter finns listade i Catalogue of Life.

## Bildgalleri

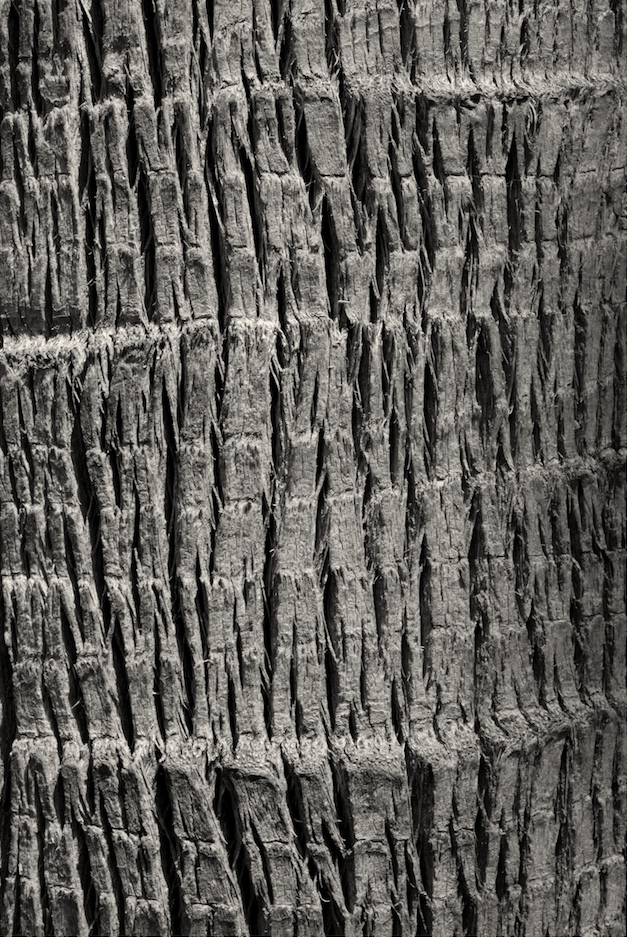
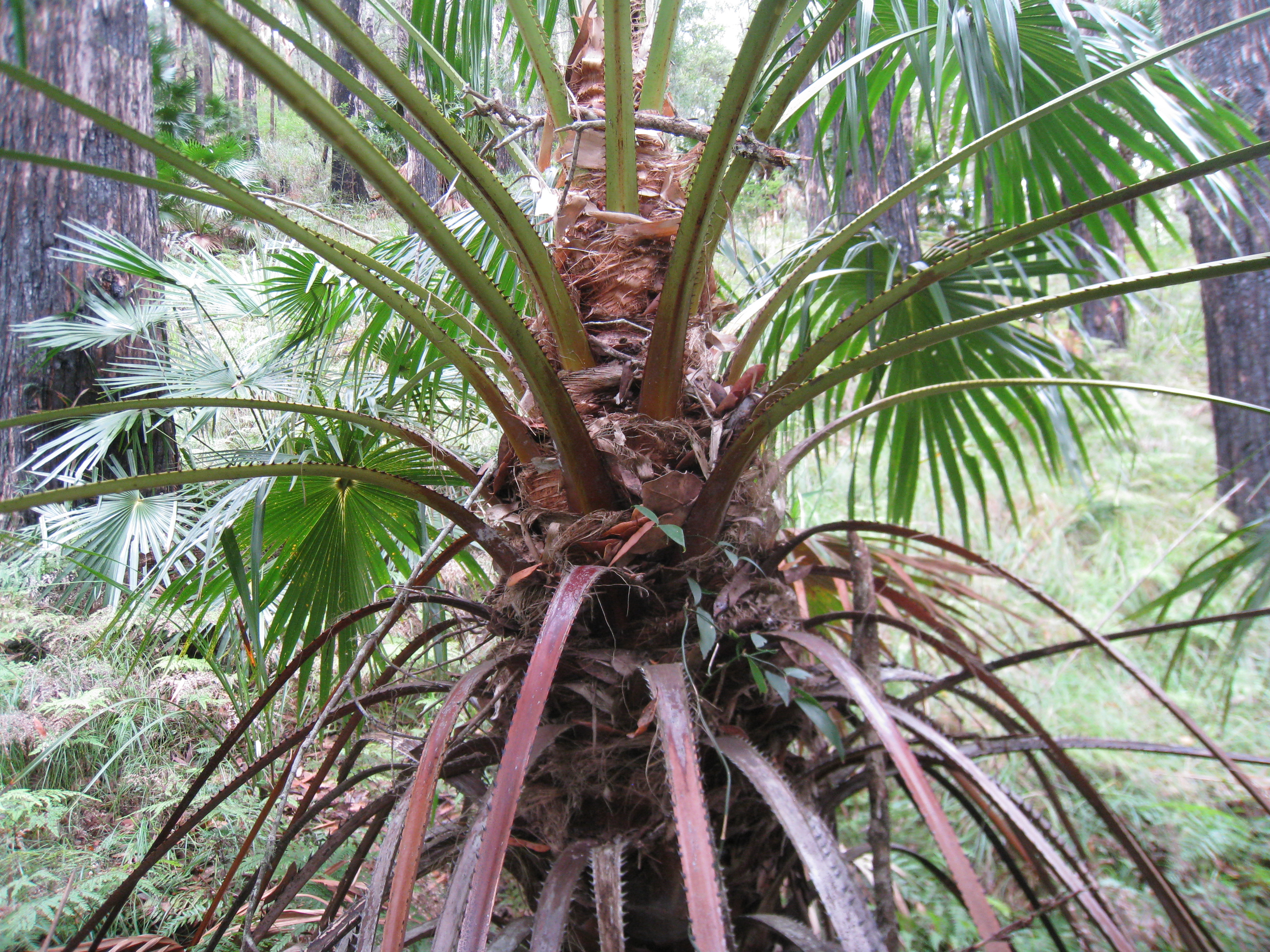
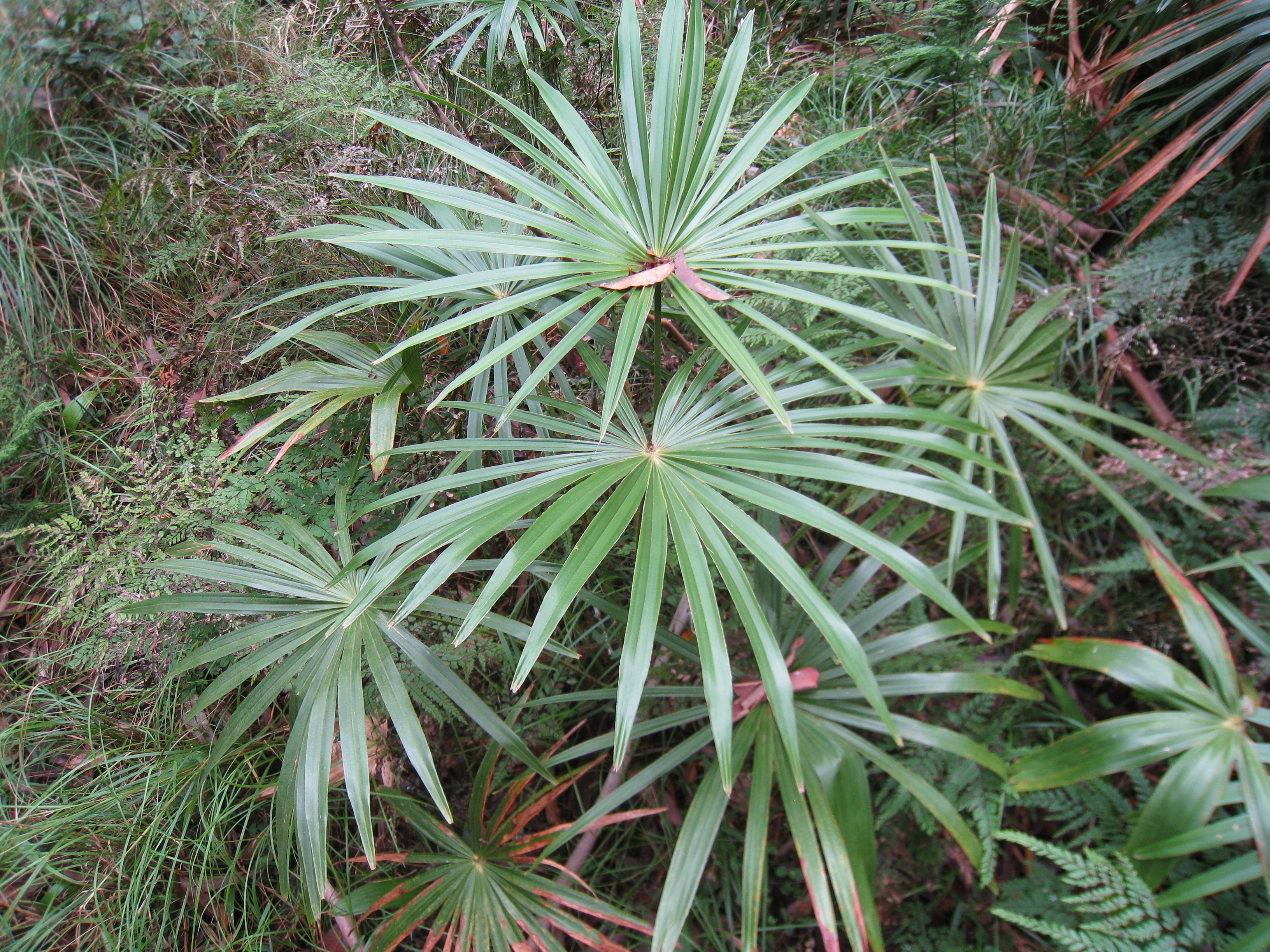
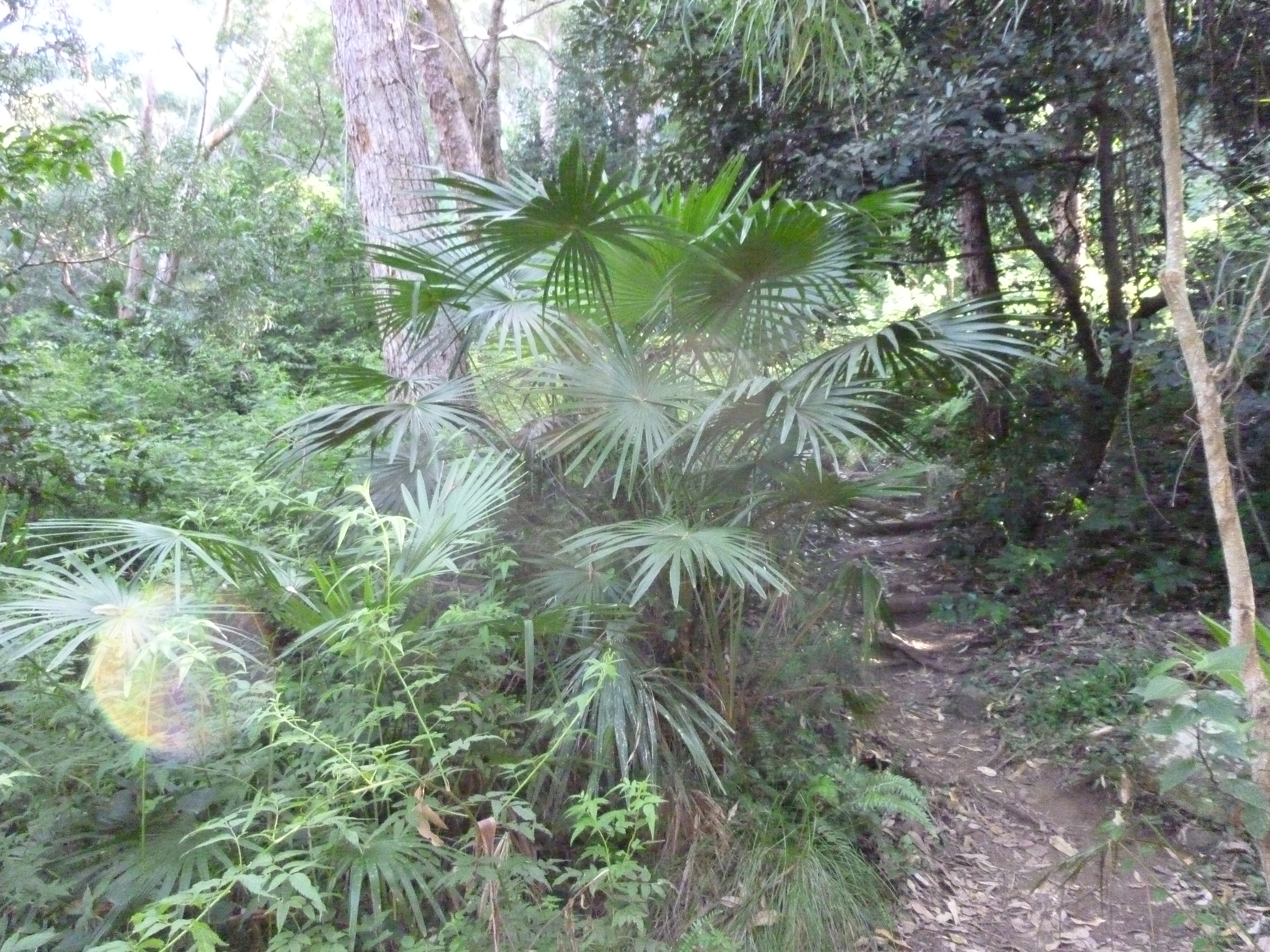
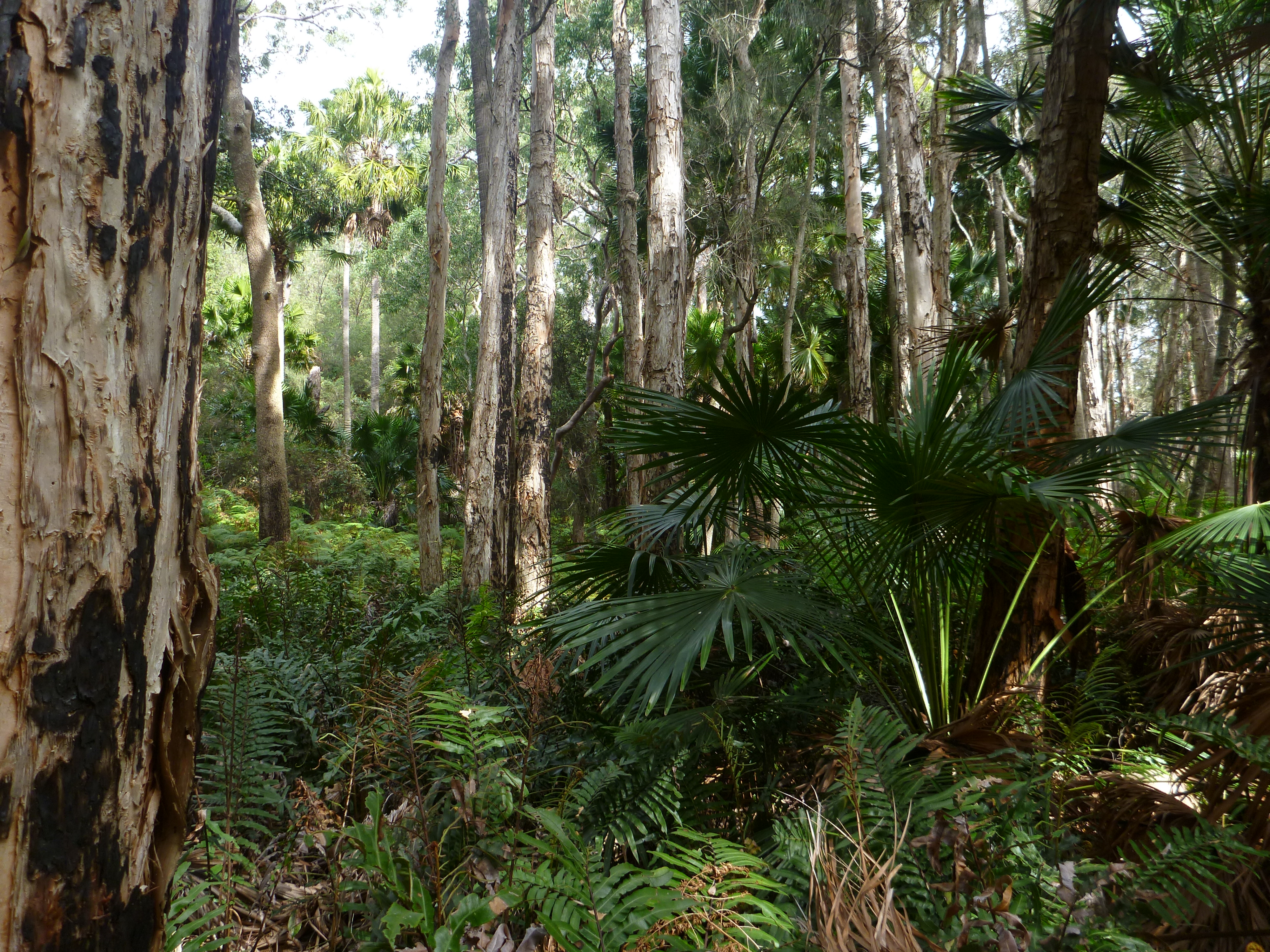
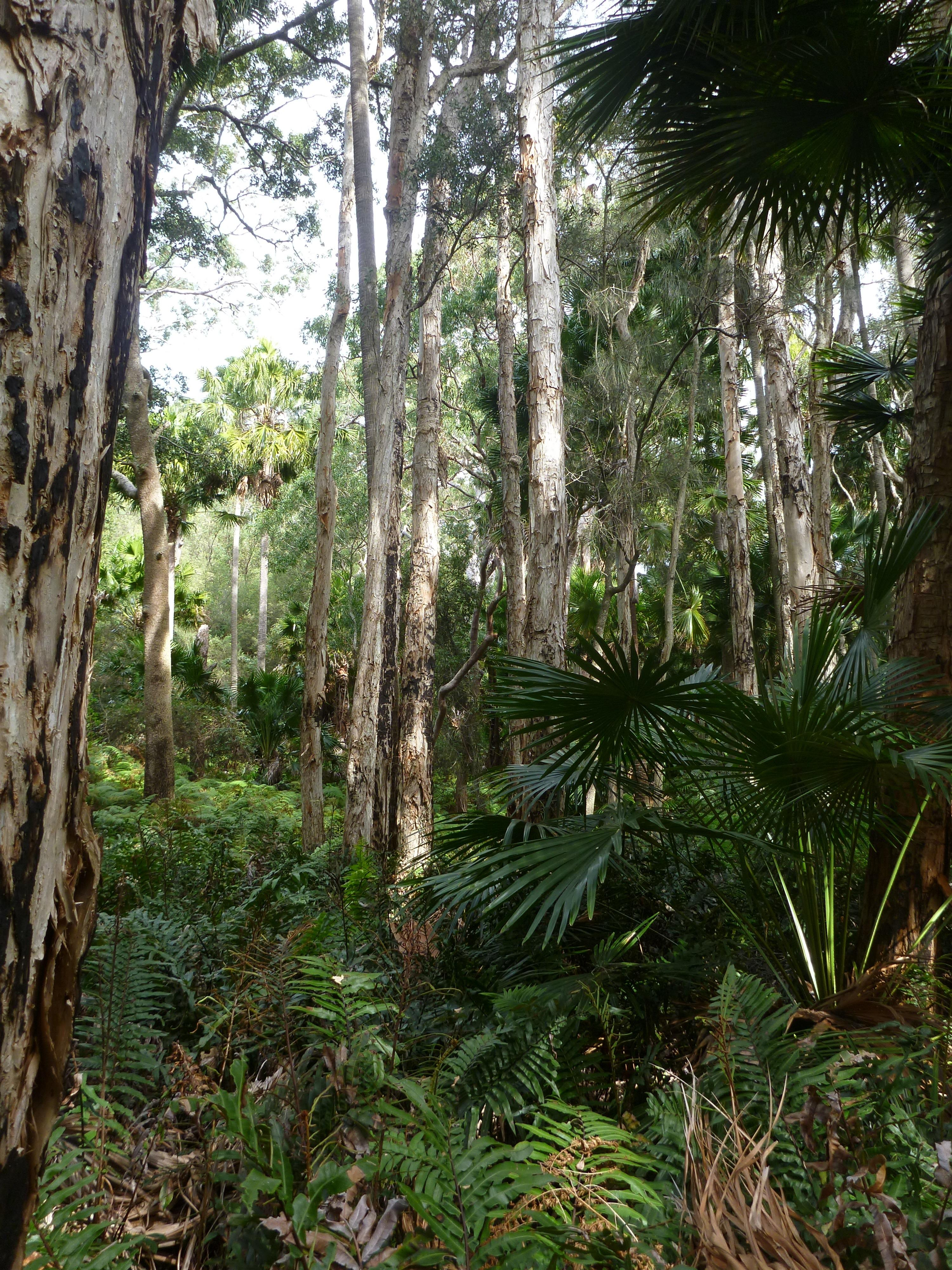